# Коста, Исайас Бенедито да
Исайас Бенедито да Коста (порт.-браз. Isaías Benedito da Costa; 27 декабря, по другим данным 27 октября 1921, Рио-де-Жанейро — 5 апреля 1947, Рио-де-Жанейро) — бразильский футболист, нападающий. Прадед футболиста Лео Лимы.

## Карьера
Исайас начал свою карьеру в клубе «Мадурейра», с которым подписал контракт 9 апреля 1940 года. Там он составил тройку нападения команды, вместе с Жаиром и Леле, которую прозвали «Три тупицы». В первом сезоне футболист забил 21 гол, а во второй — 26 мячей. В 1942 году Исайас забил уже 26 голов, при этом из них четыре в матче с «Васко да Гамой», в котором его команда победила со счётом 5:1.
В 1942 году «Флуминенсе» хотел приобрести всё тройку игроков, однако их опередил «Васко да Гама», подписавший контракт со всеми тремя игроками. И это принесло плоды: клуб в 1944 и 1945 годах выиграл Муниципальный турнир Рио-де-Жанейро, а в том же 1945 году победил в чемпионате штата, первом подобном титуле за 9 лет. Всего за клуб Исайас сыграл 121 матч и забил 76 голов. Карьере форварда помешала тяжёлая болезнь — туберкулез. Исайас не очень ответственно относился к лечению болезни, часто пропуская лечение, организованное руководством клуба, а однажды сбежал из больницы во время процедур. 5 апреля 1947 года он скончался.

## Статистика

### Клубная
| Сезон | Клуб          | Матчи | Матчи |
| Сезон | Клуб          | Игры  | Голы  |
| ----- | ------------- | ----- | ----- |
| 1940  | Мадурейра     | 24    | 21    |
| 1941  | Мадурейра     | 28    | 23    |
| 1942  | Мадурейра     | 25    | 26    |
| 1943  | Васко да Гама | 24    | 15    |
| 1944  | Васко да Гама | 21    | 16    |
| 1945  | Васко да Гама | 21    | 11    |
| 1946  | Васко да Гама | 13    | 9     |

### Международная
| Матчи Исайаса за сборную Бразилии | Матчи Исайаса за сборную Бразилии | Матчи Исайаса за сборную Бразилии | Матчи Исайаса за сборную Бразилии | Матчи Исайаса за сборную Бразилии | Матчи Исайаса за сборную Бразилии | Матчи Исайаса за сборную Бразилии |
| --------------------------------- | --------------------------------- | --------------------------------- | --------------------------------- | --------------------------------- | --------------------------------- | --------------------------------- |
| №                                 | Дата                              | Место проведения                  | Оппонент                          | Счёт                              | Голы                              | Турнир                            |
| 1                                 | 14 мая 1944                       | Рио-де-Жанейро                    | Уругвай                           | 6:1                               | 1                                 | Товарищеский матч                 |
| 2                                 | 18 мая 1944                       | Сан-Паулу                         | Уругвай                           | 4:0                               | −                                 | Товарищеский матч                 |

## Достижения

### Командные
- Победитель Муниципального турнира в Рио-де-Жанейро: 1944, 1945, 1946
- Чемпион штата Рио-де-Жанейро: 1945

### Личные
- Лучший бомбардир Муниципального турнира в Рио-де-Жанейро: 1944 (10 голов)